# 腹時計
腹時計（はらどけい）は、間脳に存在する視床下部背内側核により、食事の周期に合わせて時計遺伝子が働き周期的に食欲がもたらされる現象。
以前より、空腹具合で大体の現在の時刻を予想できることの時計への喩え或いは超能力的なものとして知られていたが、2006年にテキサス大学の柳沢正史らが実際にマウスに存在することを発見し、同年7月31日にアメリカ科学アカデミー紀要に掲載した。
これは人間にも当てはまると考えられている。メタボリックシンドローム治療法開発へ向け、現在も研究が進められている。

## 比喩あるいは超能力としての成立条件
空腹感から時刻を特定するのに必要な条件として以下のものが考えられる。
直前に、朝食、昼食、夕食（および夜食）のどれを食べたのかを覚えている。
同じ腹のすき具合は1日に通常3回（夜食をとるならば4回）あると考えられるので、記憶の頼り無しには正確な時刻の推定は不可能である。
食事を抜かすことなく、規則正しく取ること。
日々の食事を規則正しく取ることによって、時の推定が容易になる。
日々の体調が一定であること。
食べ物の消化速度などが一定である必要があるため。
毎日決まったメニューの食事を摂ること。
脂肪の多い食品は消化に時間が掛かり、空腹感に差が出る。

## 漫画などでの扱い
漫画などでは肥満のキャラクターが腹時計を利用し午後3時（おやつの時間）であることを予想するなどの描写が見られる。これは『肥満のキャラクター＝よく食べる』などのイメージに基づいたものであると考えられるが、現在では時計が広く普及しており、実際には腹時計で時間を知ることはまれであると考えられる。